# Uiramutã
Uiramutã é um município do norte do estado de Roraima, sendo o município mais setentrional do Brasil.
Abrigando grandes reservas indígenas e um Parque Nacional, e submetido à condição de fronteira tríplice com Guiana e Venezuela, Uiramutã sedia o 6º Pelotão Especial de Fronteira do Exército Brasileiro.

## História
Criado pela lei nº 098 de 17 de outubro de 1995, com terras desmembradas dos municípios de Normandia, onde se localiza a sede municipal, e da capital do Estado, o município do Uiramutã é o ponto mais setentrional do Brasil. O seu nome designa 'local de espera de aves'. Conta-se que o seu primeiro habitante foi Severino Pereira da Silva, conhecido como Severino Mineiro, que ergueu ali a primeira casa. Paraibano de nascimento, explorou muitos garimpos em Roraima, o que lhe originou o apelido. Em 1911, expulsou a tiros colonos britânicos interessados no ouro. Na luta, perdeu seu filho, Vítor. Era também um sonhador, tocava viola e violão, e fabricava sapatos e roupas para uso da família.

## Geografia
A população estimada em 2010 era de 8.375 habitantes e a área é de 8.066 km², o que resulta numa densidade demográfica de 1,04 hab/km². Sua área urbana, a sede de Uiramutã, tem uma população total de 1.138 habitantes. Apesar de ser o segundo menor do estado em números de habitantes, possui em sua sede três bairros sendo eles: Aeroporto, Venezuela e Centro.
Seus limites são a Venezuela a noroeste, a Guiana ao norte, nordeste e leste, Normandia ao sul e Pacaraima a sudoeste. O município inclui em seu território o Monte Caburaí, de 1.456 m de altitude, na fronteira com a Guiana. A +05,2° de latitude, o monte é o ponto mais setentrional do País. O Monte Roraima, também no município, é o ponto tríplice com a Guiana e a Venezuela e o décimo pico mais alto do Brasil, com 2.739 m (altitude máxima da parte brasileira da montanha, medida pelo IBGE; o ponto mais alto da montanha, a 2.810 m, está em território venezuelano). Desde 2006, o município está localizado dentro da Terra Indígena Raposa Serra do Sol. A hidrografia é representada pelos rios Maú, Cotingo, Canã e Ailã.

### Clima
A cidade possui um clima tropical de savana (Aw, segundo a classificação climática de Köppen-Geiger), podendo se tornar subtropical úmido com inverno seco (Cwa) nas partes mais altas da cidade, como o Monte Roraima, que costuma apresentar temperaturas entre 20 e 22 °C.
| Dados climatológicos para Uiramutã | Dados climatológicos para Uiramutã | Dados climatológicos para Uiramutã | Dados climatológicos para Uiramutã | Dados climatológicos para Uiramutã | Dados climatológicos para Uiramutã | Dados climatológicos para Uiramutã | Dados climatológicos para Uiramutã | Dados climatológicos para Uiramutã | Dados climatológicos para Uiramutã | Dados climatológicos para Uiramutã | Dados climatológicos para Uiramutã | Dados climatológicos para Uiramutã | Dados climatológicos para Uiramutã |
| Mês                                | Jan                                | Fev                                | Mar                                | Abr                                | Mai                                | Jun                                | Jul                                | Ago                                | Set                                | Out                                | Nov                                | Dez                                | Ano                                |
| ---------------------------------- | ---------------------------------- | ---------------------------------- | ---------------------------------- | ---------------------------------- | ---------------------------------- | ---------------------------------- | ---------------------------------- | ---------------------------------- | ---------------------------------- | ---------------------------------- | ---------------------------------- | ---------------------------------- | ---------------------------------- |
| Temperatura máxima média (°C)      | 28,9                               | 29,1                               | 29,6                               | 29,5                               | 28,8                               | 28,2                               | 28                                 | 28,7                               | 29,9                               | 30,3                               | 29,8                               | 29,2                               | 29,2                               |
| Temperatura média (°C)             | 23,8                               | 24                                 | 24,4                               | 24,5                               | 24,3                               | 23,9                               | 23,6                               | 24,1                               | 24,6                               | 24,9                               | 24,6                               | 24,2                               | 24,2                               |
| Temperatura mínima média (°C)      | 18,7                               | 18,9                               | 19,2                               | 19,6                               | 19,9                               | 19,6                               | 19,3                               | 19,5                               | 19,4                               | 19,6                               | 19,5                               | 19,2                               | 19,4                               |
| Precipitação (mm)                  | 28                                 | 34                                 | 40                                 | 68                                 | 163                                | 176                                | 167                                | 131                                | 49                                 | 47                                 | 54                                 | 41                                 | 998                                |
| Fonte: Climate-data.org            |                                    |                                    |                                    |                                    |                                    |                                    |                                    |                                    |                                    |                                    |                                    |                                    |                                    |

## Organização Político-Administrativa
O Município de Uiramutã possui uma estrutura político-administrativa composta pelo Poder Executivo, chefiado por um Prefeito eleito por sufrágio universal, o qual é auxiliado diretamente por secretários municipais nomeados por ele, e pelo Poder Legislativo, institucionalizado pela Câmara Municipal de Uiramutã, órgão colegiado de representação dos munícipes que é composto por 9 vereadores também eleitos por sufrágio universal.

### Atuais autoridades municipais de Uiramutã
- Prefeito: Benisio Roberto de Souza "Tuxaua Benisio" - REDE (2021/-)[12]
- Vice-prefeito: Jeremias Souza Lima "Professor Jeremias" - PROS (2021/-)[12]
- Presidente da câmara: Magnun Cunha - REPUBLICANOS (2021/-)[13]

## Economia
Apesar do município estar localizado em uma região tradicionalmente rica em ouro e diamante, as atividades econômicas são limitadas devido à sua localização na Terra Indígena Raposa Serra do Sol. Com isso, Uiramutã é o município brasileiro que mais depende de recursos do governo: 80% de sua receita é proveniente da administração pública, incluindo previdência social e programas sociais como o Bolsa Família.
No entanto, Uiramutã apresenta grande potencial para a pecuária. A proximidade com o Parque Nacional do Monte Roraima também atrai o turismo, um outro importante setor da economia do município.[carece de fontes?]
Estatísticas do IBGE revelam que Uiramutã é a cidade que teve a maior queda do IDH no Brasil entre 1991 e 2000: foi de 0,569 para 0,542, uma queda de 4,75%. Além disso, Uiramutã também teve a maior queda no IDH de renda: de 0,551 para 0,423, queda de 23,23%: a maior do Brasil. Atualmente, o município está na 5365ª colocação na lista do IDH das cidades brasileiras.

### Produto Interno Bruto
- Valor adicionado na agropecuária - R$ 428.000
- Valor adicionado na indústria - R$ 48.000
- Valor adicionado no serviço - R$ 18.374.000
- APU - R$ 16.761.000
- Impostos - R$ 1.000.000
- PIB - R$ 46 849,680
- PIB per capita - R$ 6 051,37